# ...Only a Suggestion
...Only a Suggestion is het eerste album van de Amerikaanse stonerrockband Hermano, dat werd uitgegeven in 2002.

## Tracklist
| Nr. | Titel                       | Duur | Muziek/tekst                        |
| --- | --------------------------- | ---- | ----------------------------------- |
| 1   | The Bottle                  | 4:42 | Angstrom, Brown, Callahan en Garcia |
| 2   | Alone Jeffe                 | 3:21 | Angstrom, Brown, Callahan en Garcia |
| 3   | Manager's Special           | 3:14 | Brown, Callahan en Garcia           |
| 4   | Senor Moreno's Introduction | 1:16 | Brown                               |
| 5   | Senor Moreno's Plan         | 4:03 | Brown en Garcia                     |
| 6   | Landetta (Motherload)       | 3:49 | Angstrom, Callahan en Garcia        |
| 7   | 5 to 5                      | 2:56 | Angstrom, Callahan en Garcia        |
| 8   | Nick's Yea                  | 4:36 | Brown en Garcia                     |

- Het nummer Nick's Yea refereert aan Nick Oliveri.
- De nummers Senor Moreno's Introduction/Senor Moreno's Plan refereren aan een vriend van John Garcia's: John Moreno.
- Het nummer Landetta (Motherload) refereert aan een vriend van John Garcia: Sean Landerra. Hij drumt in de band Waxy.

## Bandleden
- John Garcia - zang
- David Angstrom - gitaar
- Steve Earl - drum
- Mike Callahan - gitaar
- Dandy Brown - basgitaar, orgel, piano